# Haakonsvern

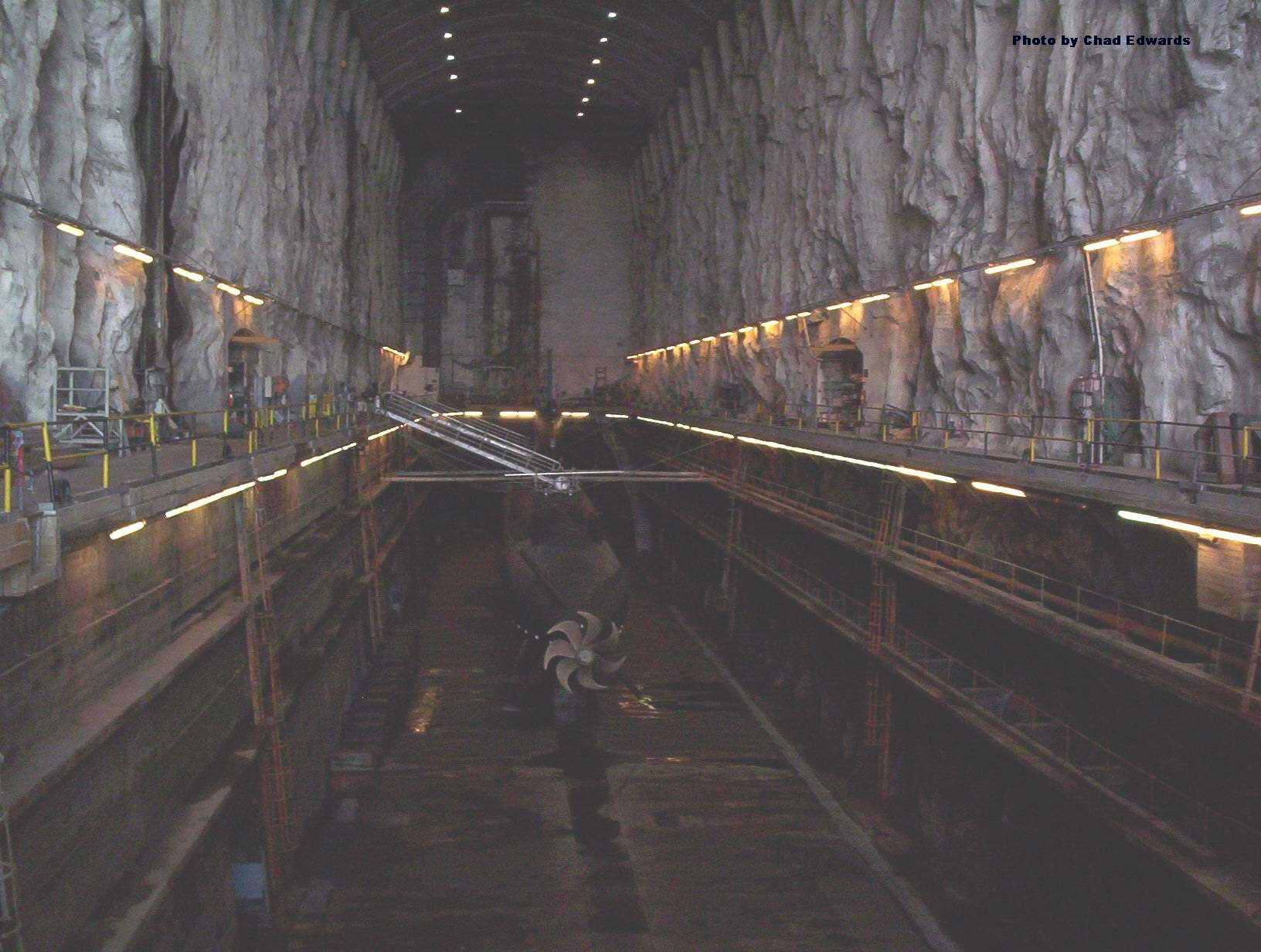
Torrdocka i Haakonsvern.

Haakonsvern är den norska marinens huvudbas och ligger i Mathopen i Bergens kommun.

## Bakgrund
Anläggningen började byggas 1954 och invigdes officiellt den 7 juni 1963. Då flyttades de flesta institutionerna vid den tidigare huvudstationen Karljohansvern i Horten hit. Basen har utrustningskajer, verkstäder och upplagshamn för marinens fartyg. Torrdocka, lager och en stor del av verkstäderna finns i en anläggning som är insprängd i berget.
Vid Haakonsvern har tyngdpunkten av de avdelningar av Sjøforsvaret som har ansvar för styrkeproduktionen. Förutom ledningen för Haakonsverns örlogsstation återfinns generalinspektören för Sjøforsvaret med stab, chefen för Kysteskadren, chefen för Kystvaktskvadron Sør och Sjøforsvarets utbildnings- och kompetenscenter för maritim krigföring, KNM Tordenskjold, här. Basen finansierades delvis med medel från Natos infrastrukturprogram.